# 津峯スカイライン
津峯スカイライン（つのみねスカイライン）は、徳島県阿南市にある一般自動車道事業による有料道路であった。津峯観光が管理・運営する。webサイトは地元のバス会社「阿波交通」の傘下にあることから、同社のグループ会社と思われる。
自動車専用の標識が掲示され（料金所手前200m）、歩行者・自転車・125cc以下の自動二輪車は通行が禁止される。
2025年3月31日まで、徳島県では唯一の一般有料道路であり、屋島ドライブウェイ無料化以降、四国地方で唯一の一般自動車道だった。津乃峰山山頂の津峯神社に至る観光道路で、「阿波の松島」と呼ばれる橘湾や紀伊水道が眺められる。

## 概要
- 起点：徳島県阿南市見能林町
- 終点：阿南市津乃峰町東分（津峯山頂）
- 延長 ：3,450メートル[1]
- 通行時間：6:00～22:00

## 沿革
建設した津峰観光は、完成と同時に阿南市へ引き継ぎ市道に編入する想定をしていた。しかし、1966年当時の価格で年間300～400万円の維持管理費の大きさに、市が移管を断ったため、やむなく有料道路にすることにし、1966年4月29日に起工式が登山口で行われた。工事費は2億7470万円で、延長3,450メートル、幅7.5メートルで施工された。
1967年8月1日に開業した。開業により、今まで徒歩で40分かかっていた登山が約10分のドライブとなった。その後、桜の名所として知られるようになり、春には吉野桜・山桜・ぼたん桜など2,000本に及ぶ桜花が満開となる。また、展望台から見る景観は、南・東・北の三方向に、広く開けている。特に南側は「阿波の松島」と呼ばれる橘湾を眼下に見下ろすことが出来る。
2025年4月1日より、新紙幣対応の精算機の導入による多額の費用が必要となることなどを踏まえ、無料化された。

## 通行料金
2025年4月1日より無料化

## 周辺
- 北の脇海水浴場
- JR牟岐線見能林駅・阿波橘駅
- 石門公園
- 明谷梅林
- 桑野川
- 徳島県南部健康運動公園（アグリあなんスタジアム）
- 鍛冶ヶ峰